# Estienne Durand
Pour les articles homonymes, voir Durand.
Estienne Durand (vers 1586 - 1618) est un poète baroque français.

## Biographie
Il est fils de Vincent Durand et de Marguerite de Fourcy, elle-même soeur de Jean de Fourcy, surintendant des Bâtiments de France, seigneur de Chessy et Montévrain ; ce dernier père de Marie qui épousera le marquis d'Effiat. C'est donc à sa cousine que Durand adresse ses Méditations.
Il est contrôleur provincial des guerres au service de Marie de Médicis. Il est l'auteur d'un pamphlet contre Louis XIII, La Riparographie, aujourd'hui perdu, qui lui vaut d'être rompu et brûlé avec ses écrits en place de Grève.
Son œuvre a été éditée par Fr. Lachèvre en 1907. Elle a fait l'objet d'un hommage du poète Jean Tardieu en 1952 dans la Cahiers du Sud. Jean Rousset  le fait figurer largement dans son Anthologie de la poésie baroque française  parue en 1961 aux éditions Armand Colin. Par la suite,  Yves Bonnefoy dans ses cours au Collège de France dans les années 1990,a poursuivi ce travail de redécouverte..

## Œuvres
- Les Épines d'Amour (1604)
- Méditations (1611)[3]
- Méditations : réimprimées sur l'unique exemplaire connu, vers 1611 (Éd. 1906), Paris, Hachette Livre BNF, 2016[4]
- Stances à l'inconstance
- Poésies Complètes, édition critique par Hoyt Rogers et Roy Rosenstein, préface d'Yves Bonnefoy, Librairie Droz (Suisse), 1990[5]
- Discours au vray du ballet dansé par le Roy, le dimanche XXIXe jour de janvier M. VIc. XVII (éd. 1617), avec les desseins, tant des machines & apparences différentes, que de tous les habits des masques[6]